# Mordeniet

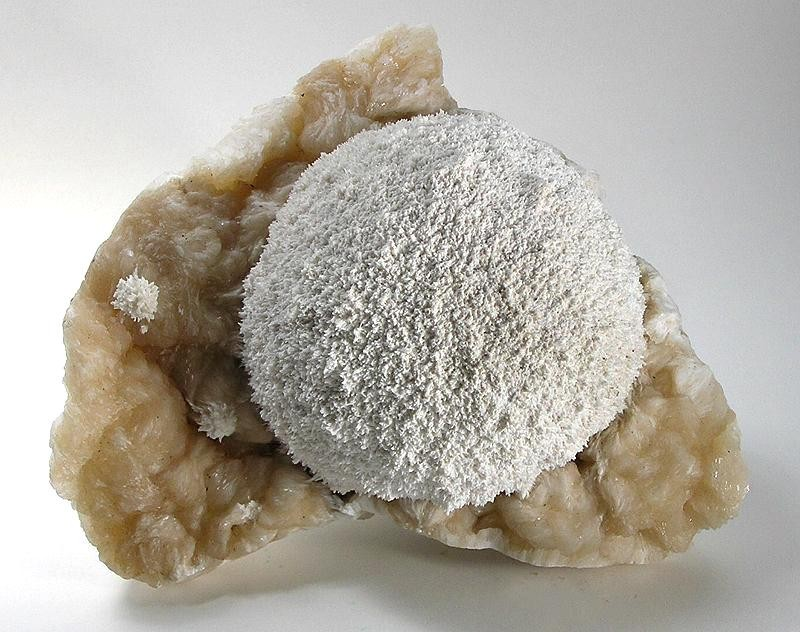
Mordeniet

Het mineraal mordeniet of ptiloliet is een calcium-natrium-kalium-aluminium-tectosilicaat, een verbinding van tectosilicaten met calcium, natrium, kalium en aluminium met de molecuulformule (Ca,Na2,K2)Al2Si10O24·7(H2O). Het is een zeoliet, dus een tectosilicaat, en het is  gehydrateerd. Het is naar de plaats genoemd, waar het voor het eerst is beschreven, bij Morden in Canada. Het heeft geen duidelijke kleur, of is wit, geel of roze, het heeft een glas- tot zijdeglans en een witte streepkleur. Het heeft een orthorombisch kristalstelsel en een perfecte splijting volgens het kristalvlak [010]. De massadichtheid is 2,12 kg/l, de hardheid is 5 en de radioactiviteit van het mineraal is nauwelijks meetbaar. Het wordt vooral in spleten gevormd in gesteenten met silicium, in andesitisch gesteente. De typelocatie is de Fundybaai aan de westkant van Nova Scotia in Canada.